# Lophuromys cinereus
Lophuromys cinereus är en däggdjursart som beskrevs av Fritz Dieterlen och Gelmroth 1974. Lophuromys cinereus ingår i släktet borstpälsade möss, och familjen råttdjur. IUCN kategoriserar arten globalt som otillräckligt studerad. Inga underarter finns listade i Catalogue of Life.
Enligt Wilson & Reeder (2005) är Lophuromys cinereus samma art som beskrevs 1892 som Lophuromys aquilus och i verket föreslås att det äldre namnet får företräde.
Denna gnagare förekommer i en mindre bergstrakt i östra Kongo-Kinshasa. Den vistas i regioner som ligger cirka 2000 meter över havet. Habitatet utgörs av träskmarker som domineras av halvgräset Cyperus latifolius samt av gräsmarker med några kossoträd (Hagenia abyssinica) och med trädet Kotschya africana.
Arten blir 110 till 129 mm lång (huvud och bål), har en 65 till 74 mm lång svans och väger 45 till 56 g. Den har 20 till 24 mm långa bakfötter och 17 till 20 mm långa öron. Lophuromys cinereus är på ovansidan täckt av brungrå päls och på undersidan finns ljusgrå päls. På svansen finns korta styva hår som är svart på ovansidan och grå på undersidan. Flera exemplar har en vit fläck på bröstet. Vissa delar av fötterna är nakna med svartgrå hud.
I magsäcken hittades rester av ryggradslösa djur och av växter.